# Победа (станция метро, Самара)
«Победа» — станция Самарского метрополитена. Расположена на 1-й линии между станциями «Безымянка» и «Советская».
Станция расположена на улице Победы, на перекрёстке с улицей XXII Партсъезда.

Шрифт названия станции

## История

### Строительство
Строительство станции началось в июле 1983 года.

### Пуск
Станция открыта 26 декабря 1987 года в составе первого пускового участка Куйбышевского метрополитена «Юнгородок» — «Победа».

## Вестибюли и пересадки
Оба вестибюля станции оборудованы лестницами, выход на улицу осуществляется через подземные переходы. В настоящий момент один из вестибюлей станции, расположенный дальше от перекрестка, закрыт из-за малого пассажиропотока.

## Техническая характеристика
Конструкция станции — односводчатая мелкого заложения (глубина заложения ~8 метров).

## Привязка общественного транспорта

### Автобус
| №  | Пересадки                                             | Конечный пункт 1         | Конечный пункт 2       |
| -- | ----------------------------------------------------- | ------------------------ | ---------------------- |
| 9  |                                                       | Институт Индустройпроект | 66 квартал             |
| 30 |                                                       | Завод «Экран»            | Дом печати             |
| 34 | Московская Гагаринская Спортивная Советская Безымянка | Площадь Революции        | Завод «Металлург»      |
| 41 | Московская Гагаринская Спортивная Советская Безымянка | Улица Ленинградская      | 15-й А микрорайон      |
| 55 | Безымянка                                             | Завод «Экран»            | 9-й микрорайон         |
| 65 |                                                       | Улица Кабельная          | Центральный автовокзал |
| 75 | Безымянка                                             | А/С «Аврора»             | Аэропорт-2             |

### Трамвай
| №  | Пересадки             | Конечный пункт 1 | Конечный пункт 2              |
| -- | --------------------- | ---------------- | ----------------------------- |
| 2  | Юнгородок             | Юнгородок        | Постников овраг               |
| 4  | Алабинская Российская | Постников овраг  | кольцевой (внешнее кольцо)    |
| 7  |                       | Барбошина поляна | Победа                        |
| 11 |                       | Барбошина поляна | А/С «Аврора»                  |
| 12 | Юнгородок             | Юнгородок        | Барбошина поляна              |
| 19 | Юнгородок             | Юнгородок        | Северное трамвайное депо      |
| 21 |                       | Улица Кабельная  | Барбошина поляна/пр. Кирова   |
| 23 | Алабинская Российская | Постников овраг  | кольцевой (внутреннее кольцо) |

### Троллейбус
| № | Пересадки | Конечный пункт 1       | Конечный пункт 2  |
| - | --------- | ---------------------- | ----------------- |
| 7 | Безымянка | Троллейбусное депо № 2 | Завод «Металлург» |
| 9 | Безымянка | Троллейбусное депо № 2 | Барбошина поляна  |

- Маршрутное такси:
  - № 74 м «станция метро „Победа“ — Алексеевка»
  - № 89 «НФС — ТЦ „МегаСтрой“»
  - № 124к «Рынок „Норд“ — Смышляевка»
  - № 126с «Ж/Д вокзал — Ж/Д переезд»
  - № 126ю «ПМС — Поликлиника»
  - № 131 «Ж/Д вокзал — Нижняя Алексеевка»
  - № 205 «Причал № 6 — мкр. Крутые Ключи»
  - № 213 «Кабельный завод — Кабельный завод»
  - № 226 «Хлебная пл. — Ул. Солнечная»
  - № 247 «Причал № 6 — Завод „Экран“»
  - № 253 «Рынок „Норд“ — к/т „Луч“»
  - № 2(3)95 «Причал № 6 — мкр. Крутые ключи» (частично неактуально)
  - № 480 «Ж/Д вокзал — мкр. Крутые ключи»

## Архитектура и оформление
Тема архитектурно-художественного оформления посвящена исторической победе советского народа в Великой Отечественной войне. Над путями станции установлены крупные изображения ордена «Победа». Витражи, расположенные над путями станции, изображают салют победы. Один витраж подсвечен сзади, второй не подсвечен ввиду неиспользования выхода на улицу Победы. Сзади пробиваются огни технического освещения.

## Путевое развитие
За станцией расположен пошёрстный съезд для оборота составов, однако после запуска второй очереди метрополитена в маршрутном движении он не используется.

## Состояние станции
Состояние удовлетворительное, однако, имеются заметные дефекты покрытия потолков. Нуждается в косметическом ремонте.

## Схема станции
| 1 путь    | → ← к станции"Советская"  |
| платформа |                           |
| 2 путь    | → к станции «Безымянка» → |

## Фотографии

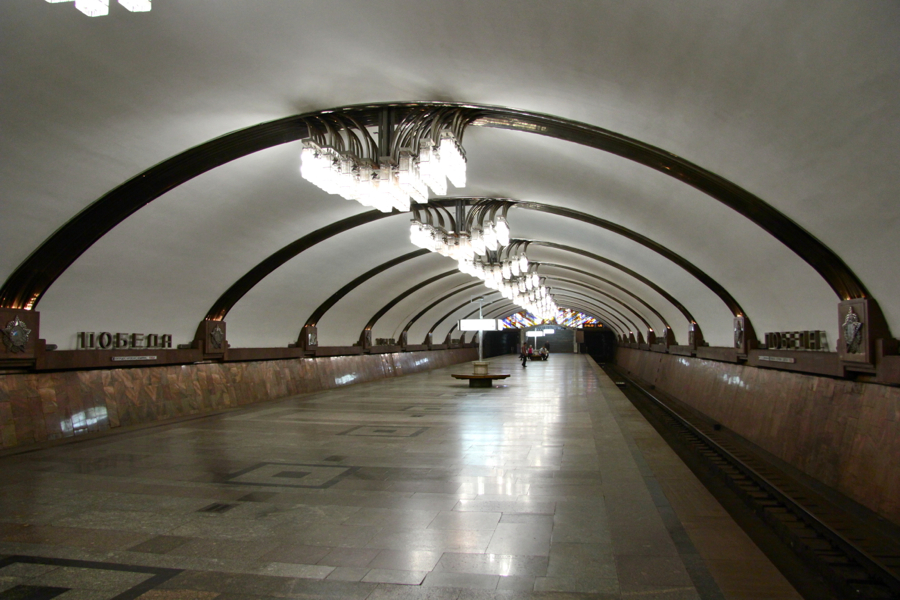
Платформа станции
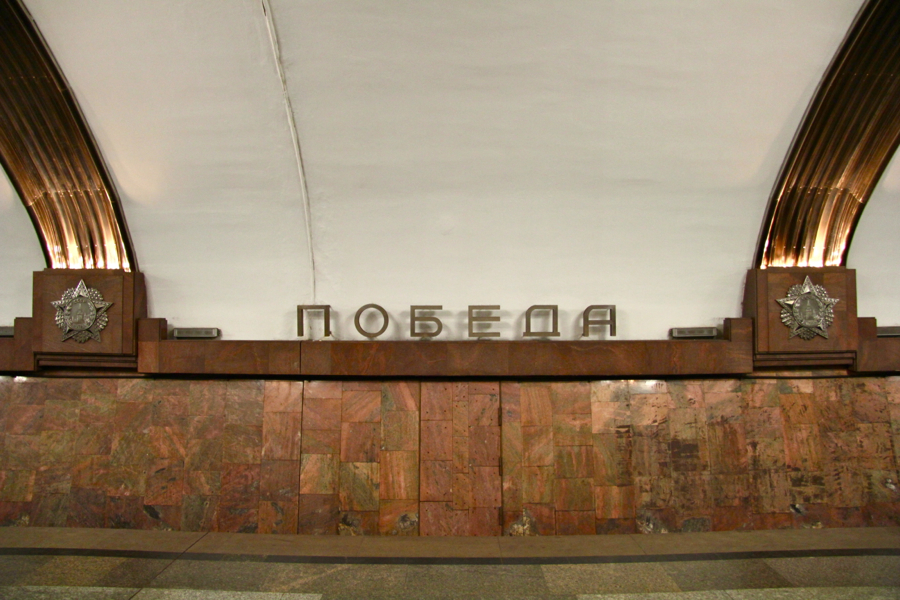
Надпись «Победа»
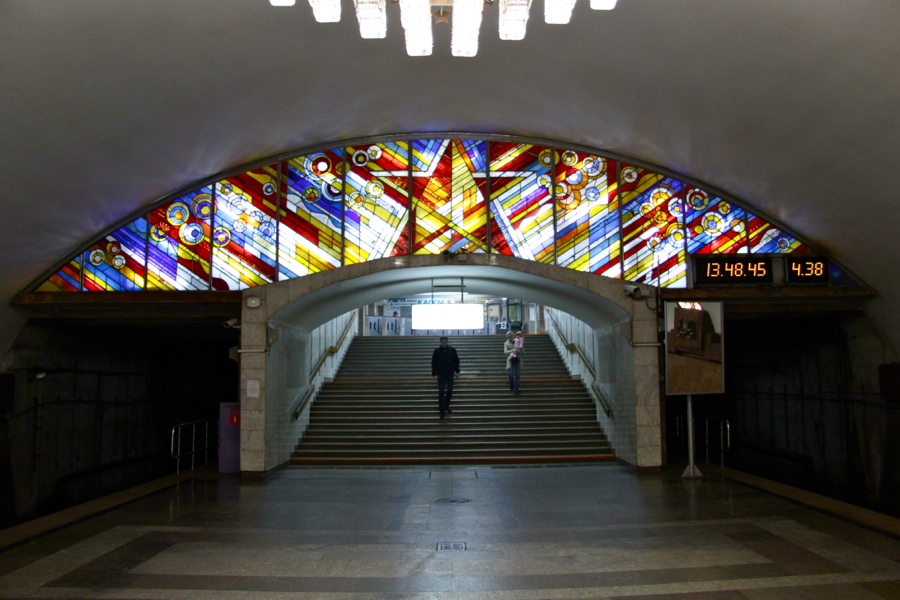
Вид на витраж
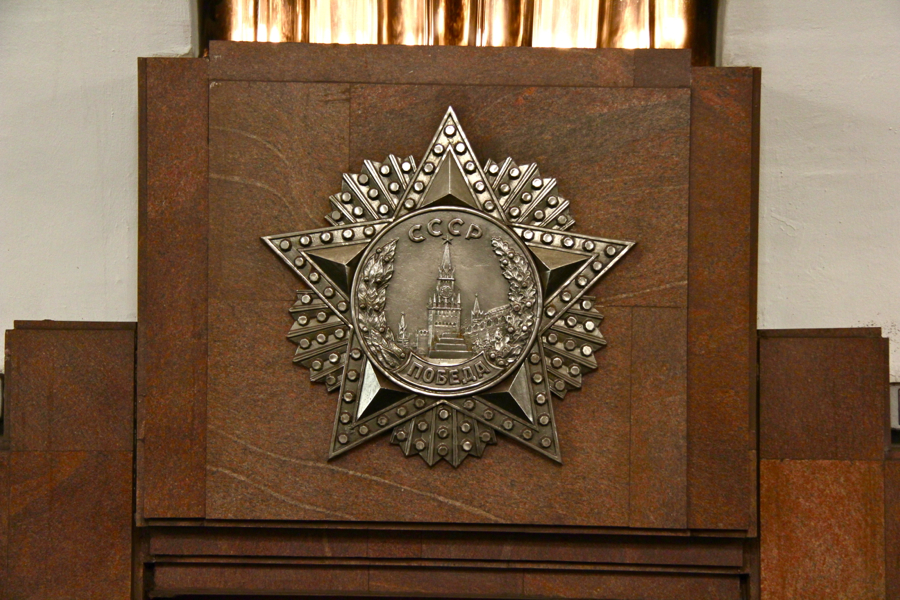
Элемент оформления станции
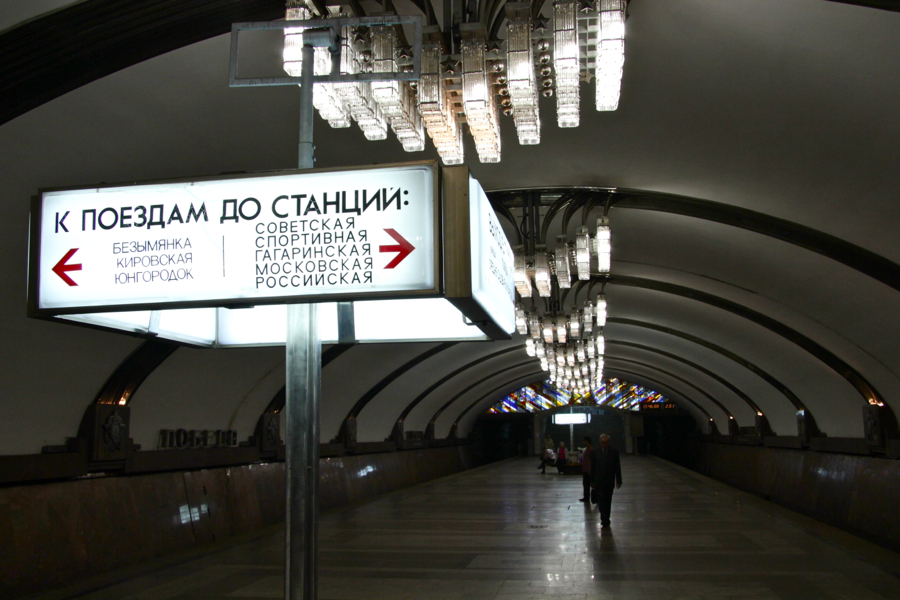
Информационный указатель
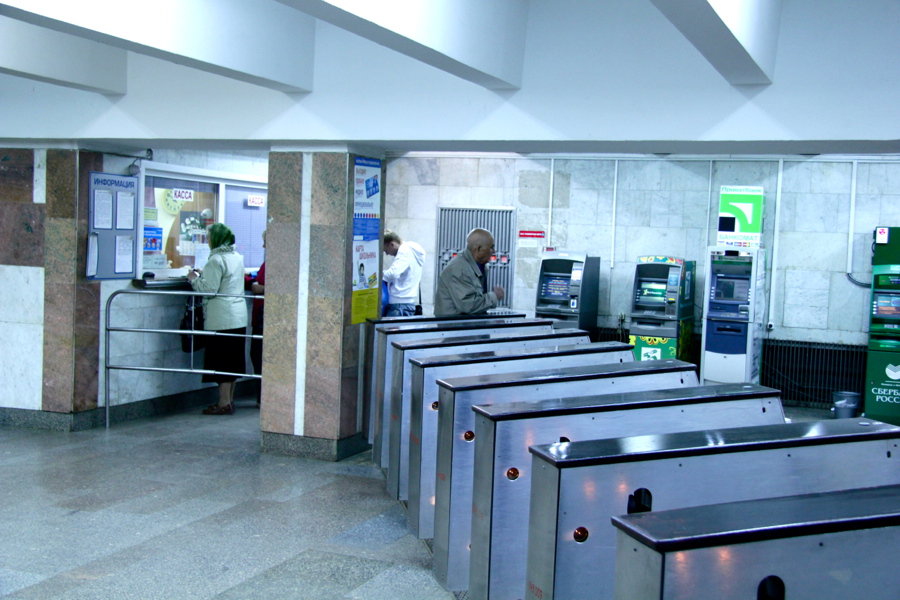
Вестибюль станции
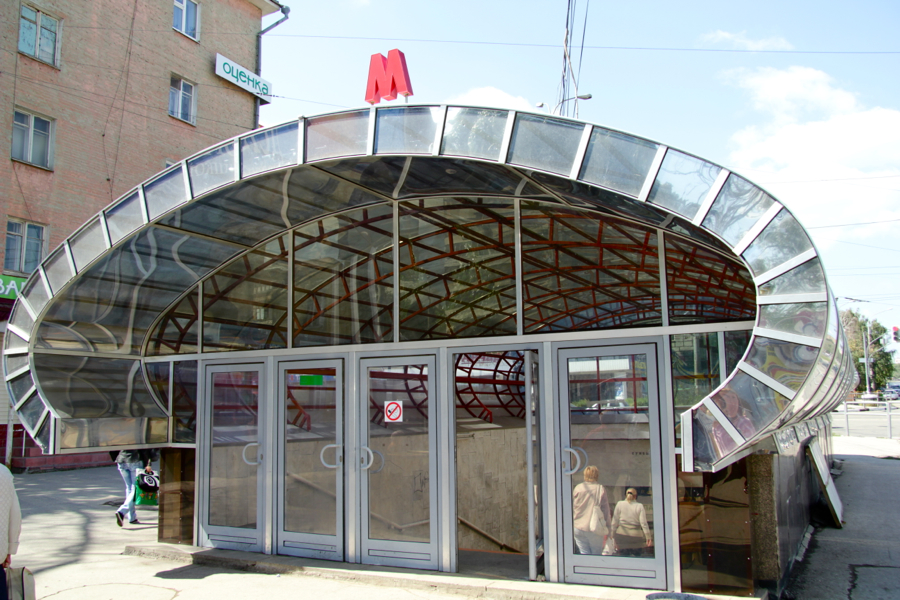
Вход в подуличный переход
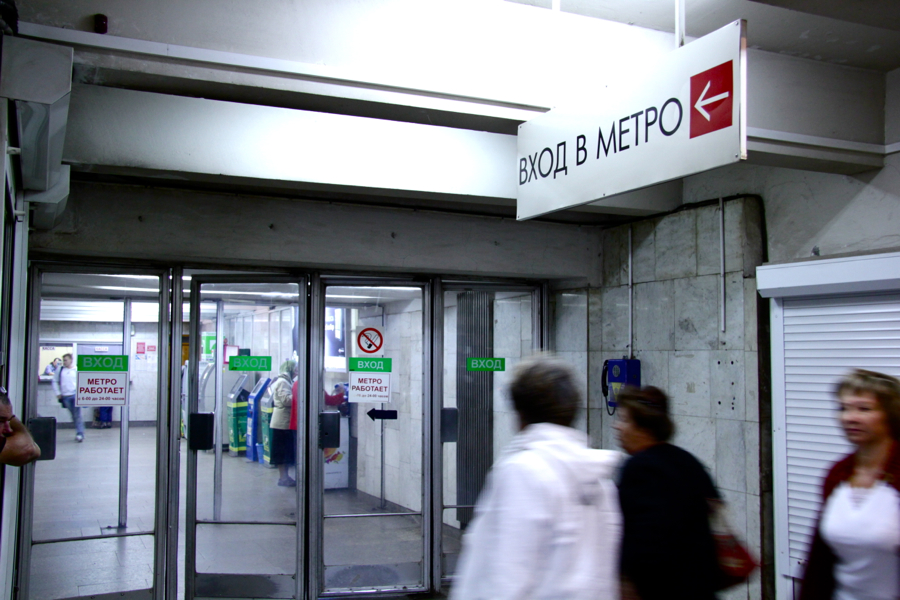
Вход на станцию